# SK Jiskra Rýmařov

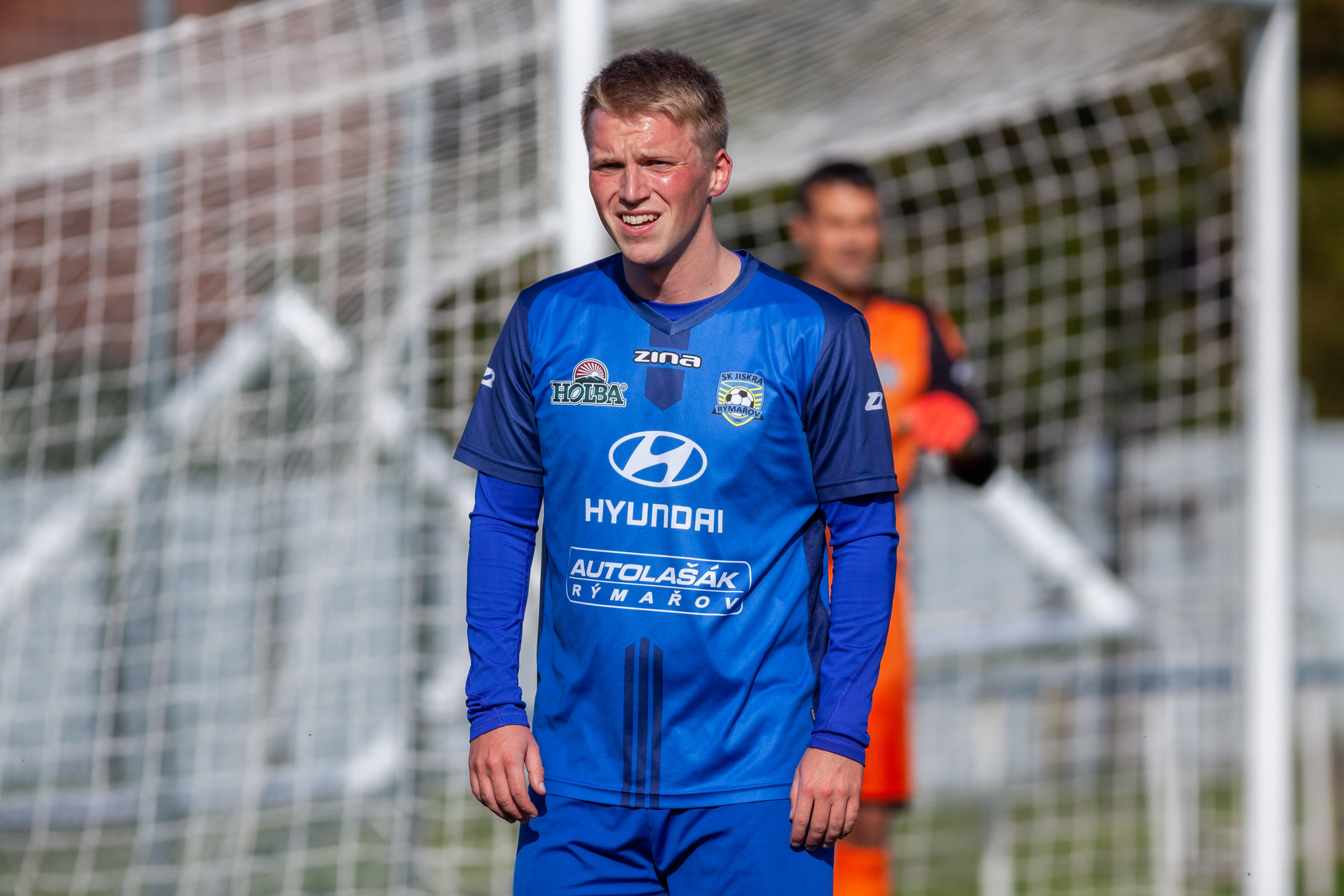
Hráč SK Jiskra Rýmařov ve venkovním zápase (2020)

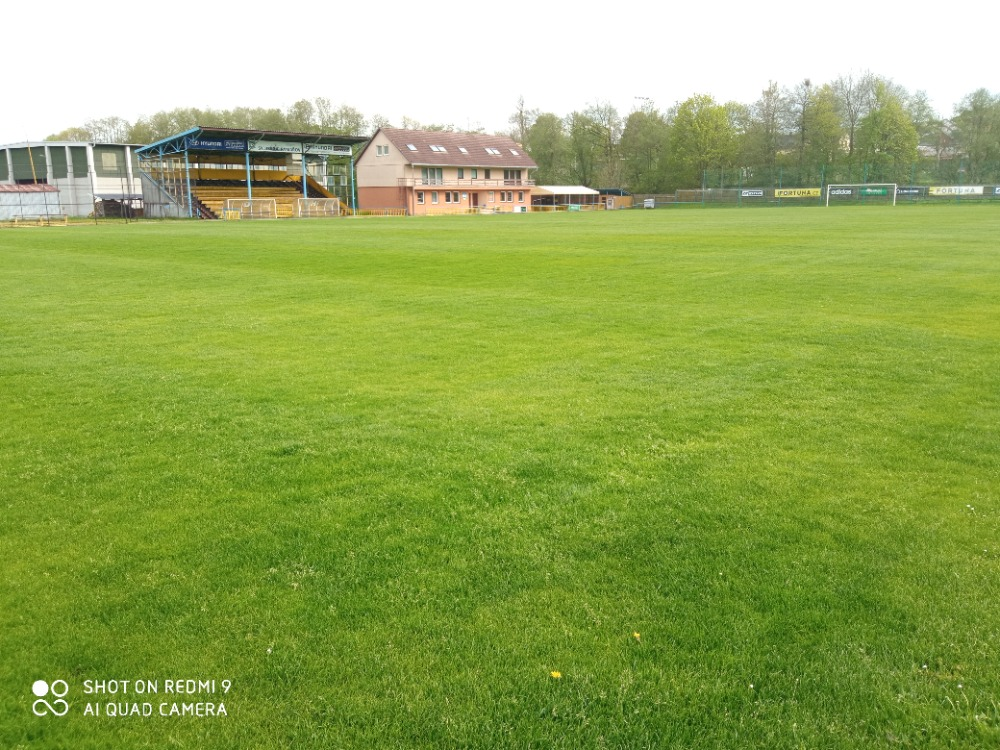
stadion Rýmařov

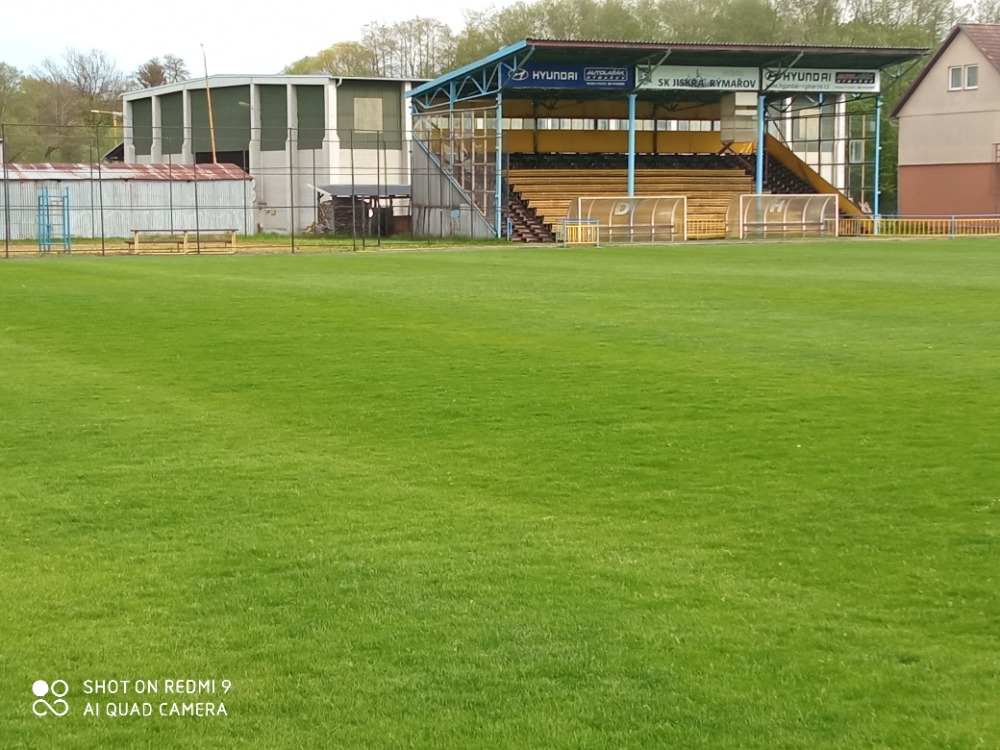
tribuna Rýmařov

SK Jiskra Rýmařov je český fotbalový klub z Rýmařova, který byl založen v roce 1946 pod názvem SK Rýmařov. V roce 2017 mužstvo postoupilo do třetí nejvyšší soutěži (MSFL) odkud po dvouletém působení sestoupilo do nově vytvořené Divize F 2019/20.
Od roku 2016 klub změnil název z původního TJ Jiskra Rýmařov na SK Jiskra Rýmařov, z.s.

## Historické názvy
Zdroj: 
- 1946 – SK Rýmařov (Sportovní klub Rýmařov)
- 1948 – TJ Sokol Rýmařov (Tělovýchovná jednota Sokol Rýmařov)
- 1951 – TJ Sokol Brokát Rýmařov (Tělovýchovná jednota Sokol Brokát Rýmařov)
- 1953 – TJ Jiskra Rýmařov (Tělovýchovná jednota Jiskra Rýmařov)
- 2016 – SK Jiskra Rýmařov (Sportovní klub Jiskra Rýmařov)[3]

## Soupiska
Aktuální k datu: 17. května 2022
| Číslo |       | Pozice | Hráč             |
| ----- | ----- | ------ | ---------------- |
| 18    | Česko | B      | Zdeněk Vilímek   |
| 1     | Česko | B      | Petr Kameník     |
| 3     | Česko | O      | David Furik      |
| 14    | Česko | O      | Dušan Dostál     |
| 12    | Česko | O      | Kamil Kocúr      |
| 13    | Česko | O      | Jan Kocúr        |
| 4     | Česko | Ú      | Roman Hradil     |
| 7     | Česko | Ú      | Petr Navrátil    |
| 16    | Česko | Ú      | Michal Procházka |

| Číslo |       | Pozice | Hráč           |
| ----- | ----- | ------ | -------------- |
| 9     | Česko | Z      | Jiří Furik     |
| 11    | Česko | Z      | Michal Furik   |
| 10    | Česko | Z      | Tomáš Palys    |
| 8     | Česko | Ú      | Milan Křepelka |
| 17    | Česko | Z      | Václav Konečný |
| 19    | Česko | Z      | David Hleba    |
| 5     | Česko | Ú      | Petr Kršek     |
| 6     | Česko | Ú      | Jan Tihelka    |
| 20    | Česko | O      | Jan Kolísek    |

## Umístění v jednotlivých sezonách
Legenda: Z – zápasy, V – výhry, R – remízy, P – porážky, VG – vstřelené góly, OG – obdržené góly, +/− – rozdíl skóre, B – body, červené podbarvení – sestup, zelené podbarvení – postup, fialové podbarvení – reorganizace, změna skupiny či soutěže
Stručný přehled
- 1992–1998: Hanácký župní přebor
- 1998–2004: Divize E
- 2004–2006: Přebor Moravskoslezského kraje
- 2006–2010: Divize E
- 2010–2012: Přebor Moravskoslezského kraje
- 2012–2013: I. A třída Moravskoslezského kraje – sk. A
- 2013–2014: Přebor Moravskoslezského kraje
- 2014–2017: Divize E
- 2017–2019: Přebor Moravskoslezského kraje
- 2019–2023: Divize F
- 2023–2024: Divize E
- 2024–: Divize F

Jednotlivé ročníky
| Československo (1992 – 1993) |                                            |        |    |    |    |    |    |    |     |    |        |
| Sezóny                       | Liga                                       | Úroveň | Z  | V  | R  | P  | VG | OG | +/− | B  | Pozice |
| 1992/93                      | Hanácký župní přebor                       | 5      | 26 | 7  | 7  | 12 | 36 | 54 | -18 | 21 | 14.    |
| Česko (1993 – )              |                                            |        |    |    |    |    |    |    |     |    |        |
| Sezóny                       | Liga                                       | Úroveň | Z  | V  | R  | P  | VG | OG | +/− | B  | Pozice |
| 1993/94                      | Hanácký župní přebor                       | 5      | 30 | 10 | 6  | 14 | 45 | 62 | -17 | 26 | 12.    |
| 1994/95                      | Hanácký župní přebor                       | 5      | 30 | 11 | 9  | 10 | 59 | 56 | +3  | 42 | 12.    |
| 1995/96                      | Hanácký župní přebor                       | 5      | 28 | 18 | 4  | 6  | 64 | 32 | +32 | 58 | 3.     |
| 1996/97                      | Hanácký župní přebor                       | 5      | 30 | 15 | 6  | 9  | 53 | 39 | +14 | 51 | 3.     |
| 1997/98                      | Hanácký župní přebor                       | 5      | 30 | 20 | 8  | 2  | 68 | 24 | +44 | 68 | 1.     |
| 1998/99                      | Divize E                                   | 4      | 30 | 11 | 5  | 14 | 40 | 53 | -13 | 38 | 9.     |
| 1999/00                      | Divize E                                   | 4      | 30 | 11 | 8  | 11 | 38 | 40 | -2  | 41 | 8.     |
| 2000/01                      | Divize E                                   | 4      | 30 | 15 | 6  | 9  | 52 | 41 | +11 | 51 | 5.     |
| 2001/02                      | Divize E                                   | 4      | 30 | 10 | 7  | 13 | 49 | 47 | +2  | 37 | 9.     |
| 2002/03                      | Divize E                                   | 4      | 30 | 11 | 6  | 13 | 43 | 56 | -13 | 39 | 9.     |
| 2003/04                      | Divize E                                   | 4      | 30 | 7  | 3  | 20 | 35 | 68 | -33 | 24 | 16.    |
| 2004/05                      | Přebor Moravskoslezského kraje             | 5      | 30 | 12 | 11 | 7  | 59 | 40 | +19 | 47 | 6.     |
| 2005/06                      | Přebor Moravskoslezského kraje             | 5      | 30 | 18 | 3  | 9  | 74 | 44 | +30 | 57 | 2.     |
| 2006/07                      | Divize E                                   | 4      | 30 | 13 | 3  | 14 | 46 | 59 | -13 | 42 | 6.     |
| 2007/08                      | Divize E                                   | 4      | 30 | 12 | 7  | 11 | 56 | 48 | +8  | 43 | 4.     |
| 2008/09                      | Divize E                                   | 4      | 30 | 9  | 8  | 13 | 46 | 46 | 0   | 35 | 10.    |
| 2009/10                      | Divize E                                   | 4      | 30 | 7  | 5  | 18 | 46 | 61 | -15 | 26 | 14.    |
| 2010/11                      | Přebor Moravskoslezského kraje             | 5      | 30 | 9  | 3  | 18 | 34 | 47 | -13 | 30 | 13.    |
| 2011/12                      | Přebor Moravskoslezského kraje             | 5      | 30 | 8  | 4  | 18 | 48 | 68 | -20 | 28 | 14.    |
| 2012/13                      | I. A třída Moravskoslezského kraje – sk. A | 6      | 26 | 19 | 4  | 3  | 65 | 23 | +42 | 61 | 1.     |
| 2013/14                      | Přebor Moravskoslezského kraje             | 5      | 30 | 22 | 4  | 4  | 70 | 26 | +44 | 70 | 1.     |
| 2014/15                      | Divize E                                   | 4      | 30 | 11 | 8  | 11 | 53 | 45 | +8  | 41 | 9.     |
| 2015/16                      | Divize E                                   | 4      | 30 | 13 | 7  | 10 | 58 | 40 | +18 | 46 | 6.     |
| 2016/17                      | Divize E                                   | 4      | 30 | 16 | 10 | 4  | 63 | 34 | +29 | 58 | 2.     |
| 2017/18                      | Moravskoslezská fotbalová liga             | 3      | 30 | 12 | 6  | 12 | 51 | 61 | -10 | 42 | 7.     |
| 2018/19                      | Moravskoslezská fotbalová liga             | 3      | 30 | 9  | 8  | 13 | 49 | 55 | -6  | 35 | 14.    |
| ** 2019/20                   | Divize F                                   | 4      | 13 | 8  | 1  | 4  | 39 | 19 | +20 | 25 | 4.     |
| ** 2020/21                   | Divize F                                   | 4      | 9  | 5  | 2  | 2  | 24 | 14 | +10 | 17 | 6.     |
| 2021/22                      | Divize F                                   | 4      | 26 | 11 | 7  | 8  | 43 | 34 | +9  | 40 | 7.     |
| 2022/23                      | Divize F                                   | 4      | 26 | 7  | 9  | 10 | 34 | 46 | -12 | 30 | 11.    |
| 2023/24                      | Divize E                                   | 4      | 30 | 8  | 9  | 13 | 43 | 59 | -16 | 33 | 10.    |
| 2024/25                      | Divize F                                   | 4      | 30 | 18 | 1  | 11 | 70 | 54 | 16  | 5  | 6.     |

**= sezona předčasně ukončena z důvodu pandemie covidu-19.

## SK Jiskra Rýmařov „B“
SK Jiskra Rýmařov „B“ byl rezervním týmem Jiskry Rýmařov, který byl naposledy v sezoně 2019/20 účastníkem I. B třídy Moravskoslezského kraje – sk. A (7. nejvyšší soutěž).

### Umístění v jednotlivých sezonách
Legenda: Z – zápasy, V – výhry, R – remízy, P – porážky, VG – vstřelené góly, OG – obdržené góly, +/− – rozdíl skóre, B – body, červené podbarvení – sestup, zelené podbarvení – postup, fialové podbarvení – reorganizace, změna skupiny či soutěže
| Česko (2012 – ) |                                             |                                             |                                             |                                             |                                             |                                             |                                             |                                             |                                             |                                             |                                             |
| Sezóny          | Liga                                        | Úroveň                                      | Z                                           | V                                           | R                                           | P                                           | VG                                          | OG                                          | +/–                                         | B                                           | Pozice                                      |
| 2012/13         | Okresní soutěž Bruntálska – sk. B           | 9                                           | 26                                          | 14                                          | 5                                           | 7                                           | 96                                          | 53                                          | +43                                         | 47                                          | 4.                                          |
| 2013/14         | Okresní soutěž Bruntálska – sk. B           | 9                                           | 26                                          | 16                                          | 6                                           | 4                                           | 99                                          | 41                                          | +58                                         | 54                                          | 3.                                          |
| 2014/15         | Okresní soutěž Bruntálska – sk. B           | 9                                           | 24                                          | 22                                          | 2                                           | 0                                           | 130                                         | 36                                          | +94                                         | 68                                          | 1.                                          |
| 2015/16         | Okresní přebor Bruntálska                   | 8                                           | 24                                          | 10                                          | 1                                           | 13                                          | 60                                          | 58                                          | +2                                          | 31                                          | 8.                                          |
| 2016/17         | Okresní přebor Bruntálska                   | 8                                           | 26                                          | 9                                           | 6                                           | 11                                          | 67                                          | 65                                          | +2                                          | 33                                          | 10.                                         |
| 2017/18         | Okresní přebor Bruntálska                   | 8                                           | 26                                          | 21                                          | 2                                           | 3                                           | 101                                         | 32                                          | +69                                         | 65                                          | 1.                                          |
| 2018/19         | I. B třída Moravskoslezského kraje – sk. A  | 7                                           | 26                                          | 13                                          | 2                                           | 11                                          | 76                                          | 52                                          | +24                                         | 41                                          | 7.                                          |
| ** 2019/20      | I. B třída Moravskoslezského kraje – sk. A  | 7                                           | 13                                          | 5                                           | 2                                           | 6                                           | 27                                          | 34                                          | +7                                          | 17                                          | 10.                                         |
| 2020/21-dosud   | B-mužstvo nebylo přihlášeno v žádné soutěži | B-mužstvo nebylo přihlášeno v žádné soutěži | B-mužstvo nebylo přihlášeno v žádné soutěži | B-mužstvo nebylo přihlášeno v žádné soutěži | B-mužstvo nebylo přihlášeno v žádné soutěži | B-mužstvo nebylo přihlášeno v žádné soutěži | B-mužstvo nebylo přihlášeno v žádné soutěži | B-mužstvo nebylo přihlášeno v žádné soutěži | B-mužstvo nebylo přihlášeno v žádné soutěži | B-mužstvo nebylo přihlášeno v žádné soutěži | B-mužstvo nebylo přihlášeno v žádné soutěži |

**= sezona předčasně ukončena z důvodu pandemie covidu-19.

## Galerie
- Brankář SK Jiskra Rýmařov ve venkovním zápase Divize F (2020)
- Venkovní zápas SK Jiskra Rýmařov (v modrém) proti SK Dětmarovice (v bílém) (2020)
- Hráč SK Rýmařov ve venkovním zápase (2020)
- Venkovní zápas SK Jiskra Rýmařov (v modrém) proti SK Dětmarovice (v bílém) (2020)